# Robert Cazanciuc
Robert Marius Cazanciuc (Ploiești, 26 novembre 1971) è un politico e magistrato rumeno.
Ministro della giustizia dal 2013 al 2015 nei governi di Victor Ponta, nel 2016 venne eletto senatore nelle liste del Partito Social Democratico.
Dal 9 aprile al 20 dicembre 2020 fu presidente del Senato ad interim.

## Formazione
Si laureò in giurisprudenza nel 1995 presso l'Università di Bucarest e fino al 1996 perfezionò i propri studi all'Istituto nazionale della magistratura.
Nel 2009 conseguì un master in sicurezza giudiziaria organizzato dall'Università Lucian Blaga di Sibiu. Seguì, inoltre, diversi corsi di formazione in Francia, Germania e Stati Uniti.

## Carriera professionale
Iniziò la propria attività di magistrato nel 1995 presso il tribunale del distretto di Ilfov, in cui rimase fino al 1998, quando si trasferì alla procura dell'Alta corte di cassazione e giustizia, qui contribuendo alla nascita del primo ufficio specializzato, come struttura distinta, per le relazioni con la stampa. Nel 2000 fu promosso a capo dell'ufficio stampa e l'anno successivo ricevette l'ordine al merito giudiziario (V classe). Tra il 2000 e il 2001 fu portavoce dell'intera procura e realizzò la prima guida per le relazioni con la stampa per la magistratura.
Lasciò il tribunale nel 2001, quando fu assunto in qualità di direttore generale e poi di sottosegretario di Stato presso il corpo di controllo del primo ministro, il socialdemocratico Adrian Năstase. Nel corso di tale esperienza fu coordinatore del gruppo di lavoro incaricato di elaborare gli accordi di cooperazione amministrativa tra il Governo e l'Ufficio europeo per la lotta antifrode.
Nel 2004 fu nominato segretario di Stato e fu trasferito a un'altra struttura in subordine al Governo, il dipartimento per l'implementazione dei programmi e degli aggiustamenti strutturali (Departamentul implementare programe și ajustare structurală). In tale veste predispose i piani d'azione riguardanti gli impegni del Governo della Romania a rispettare i termini dei negoziati con l'Unione europea e dei programmi di finanziamento da parte della Banca Mondiale.
Conclusosi il mandato del governo Năstase, nel 2005 Cazanciuc fu indicato come direttore generale aggiunto dell'Amministrazione nazionale dei penitenziari, organo in subordine al ministero della giustizia. Nello stesso anno, però, prese la decisione di tornare alla sua vecchia mansione di procuratore capo dell'ufficio stampa e portavoce della procura dell'Alta corte, posizione che mantenne fino al 2009.
Dal 15 aprile 2009 lavorò come segretario generale al ministero degli affari esteri, in quel momento condotto da Cristian Diaconescu, ministro del governo Boc I. Nel 2011 fu premiato con l'emblema all'onore dell'esercito, riconoscimento assegnato dal ministero della difesa per il successo delle operazioni d'evacuazione dei cittadini rumeni in Libia. Dopo tre anni, all'insediamento del governo Ponta I del 21 maggio 2012, fu riconfermato per un secondo mandato nello stesso ruolo di segretario generale. Il 21 dicembre di quell'anno gli fu conferito uno speciale riconoscimento dal ministero degli esteri per il coordinamento dell'unità di crisi del dicastero, in cui rimase fino all'aprile 2013.
A livello didattico tra il 2007 e il 2009 fu docente di comunicazione e relazioni pubbliche presso la Scuola nazionale dei cancellieri e l'Istituto nazionale della magistratura. Nel 2007 organizzò un ciclo di seminari per la formazione di figure di portavoce nella magistratura. A partire dal 2016 insegnò anche alla Scuola nazionale di studi politici e amministrativi.
In virtù delle posizioni occupate, nel corso della carriera fu conferenziere e organizzatore di numerosi convegni e gruppi di lavoro sui temi della magistratura e dell'integrazione europea.

## Carriera politica

### Ministro della giustizia
L'11 aprile 2013 fu indicato come nuovo ministro della giustizia da parte del premier Victor Ponta. Cazanciuc, quindi, lasciò il ruolo di magistrato per occuparsi della nuova funzione, che assunse il 15 aprile. Inizialmente indipendente, nel febbraio 2014 prese la decisione di legarsi ufficialmente al partito di governo, il Partito Social Democratico (PSD). Nel corso della crisi politica che portò alla fine del governo Ponta II, inoltre, rivestì ad interim il ruolo di ministro per i rapporti con il parlamento tra il 26 febbraio e il 5 marzo 2014. Fu riconfermato ministro della giustizia anche nei successivi governi Ponta III (marzo-dicembre 2014) e Ponta IV (dicembre 2014-novembre 2015).
Nel corso dei due anni da ministro, in ogni caso, non mancarono attriti con il partito, specialmente nel 2015 dopo l'esplosione di scandali di corruzione ai vertici del gruppo politico. La dirigenza del PSD, infatti, si aspettava una maggior presa di posizione da parte sua nei confronti dei procuratori della Direzione nazionale anticorruzione. Sempre nel 2015, inoltre, fu invitato da Gabriel Oprea ad unirsi al suo partito, l'Unione Nazionale per il Progresso della Romania, ma l'interesse non si concretizzò.

### Senatore
Fu eletto senatore per la circoscrizione di Bucarest in occasione delle elezioni legislative del 2016. Nel corso del mandato fu membro della commissione giuridica (della quale fu presidente tra l'aprile 2017 e il settembre 2019) e delle commissioni speciali per la celebrazione del centenario della giornata della grande unione e per la sistematizzazione, l'uniformità e la garanzia della stabilità legislativa nel campo della giustizia.
Nominato vicepresidente del Senato nel settembre 2019, il 9 aprile 2020 ne assunse la presidenza ad interim fino al termine della legislatura, succedendo nel ruolo al collega di partito Titus Corlățean.
Riconfermato il seggio parlamentare alle elezioni del 6 dicembre 2020, fu nuovamente vicepresidente del senato e membro delle commissioni giuridica, per gli affari europei e di quella comune con la camera dei deputati per l'esame delle iniziative legislative nel campo della giustizia.

## Aspetti controversi
Secondo il quotidiano Curentul, che riprendeva WikiLeaks, in nome del procuratore generale Ilie Botoș nel 2011 insieme al magistrato Ciprian Nastasiu avrebbe incontrato l'ambasciatore degli Stati Uniti in Romania, rivelando dettagli confidenziali riguardanti il filone rumeno dell'inchiesta sul programma Oil-for-food, in cui gli imprenditori Dinu Patriciu e Omar Hayssam erano sospettati di traffico d'armi in Iraq.
Nel 2013, a margine della crisi degli ostaggi in Algeria, in cui due cittadini avevano perso la vita, fu criticato dal presidente della repubblica Traian Băsescu per le sue dichiarazioni ufficiali in veste di portavoce del ministero degli esteri.

## Vita privata
La moglie Rodica è cugina dell'ex primo ministro Victor Ponta. Nel corso della sua carriera è stata dirigente per l'Autorità per l'aviazione civile (Autoritatea Aeronautică Civilă Română) e per la TAROM. La coppia ha due figli.
Secondo una ricerca realizzata dall'agenzia di stampa Mediafax, nel 2010 Cazanciuc aveva il più alto stipendio del ministero degli esteri, superiore anche a quello del ministro Teodor Baconschi.

## Pubblicazioni
- (RO) Robert Cazanciuc, Republicarea actelor normative concomitent cu actul de modificare sau completare, in Revista de Drept Public, n. 2, 2005.
- (RO) Robert Cazanciuc, Colecta Publică, in Revista Pro Lege, n. 3, 2005.
- (RO) AA. VV., General şi particular în formarea purtătorului de cuvânt magistrat, Hamangiu, 2007.
- (RO) AA. VV., Relaţii publice şi comunicare – Ghid practic pentru grefieri, Școala Națională de grefieri, 2008.